# Sam Francis (pintor)
Sam Francis, de nombre completo Samuel Lewis Francis (San Mateo, California, 25 de junio de 1923-Santa Mónica, California, 4 de noviembre de 1994) fue un pintor y artista gráfico estadounidense.

## Biografía
Nació en San Mateo, California, y estudió botánica, medicina y psicología en la Universidad de California, Berkeley de 1941 a 1943. Sirvió en la Fuerza Aérea de los Estados Unidos durante la Segunda Guerra Mundial (1943-1945) antes de accidentarse en un vuelo de prueba. Estuvo en el hospital durante varios años, y fue mientras estaba allí cuando empezó a pintar, a instancias de su amigo David Parks, profesor de la escuela de Bellas Artes de San Francisco. Una vez fuera del hospital volvió a Berkeley, esta vez para estudiar arte. Sus estudios de pintura e historia del arte le llevaron desde el año 1948 al 1950. 
Francis resultó inicialmente influido por la obra de los expresionistas abstractos como Mark Rothko, Arshile Gorky y Clyfford Still. Pasó los años cincuenta en París, donde celebró su primera exposición en 1952 en la Galería Nida Dausset. Estando allí se relacionó con el tachismo. 
Sus viajes le llevaron durante esos años por Italia, México, India, Tailandia y Hong Kong. Pasó más tarde algún tiempo en Japón, y algunos han visto en su obra la influencia del budismo zen.
Realizó múltiples exposiciones, entre otras:
- 1955, en la Galería Rive Droite de París.
- 1956, en la Galería Martha Jackson de Nueva York.
- 1957, en la Galería Gimpel Fils de Londres.
- 1958, en la exposición «Nueva Pintura Estadounidense» que recorrió ocho ciudades europeas.
- 1959, en la documenta 2 de Kassel.
- 1960, en la Kunsthalle de Berna.
- 1961, en la Kunstahalle de Düsseldorf.
- 1964, en la documenta 3 de Kassel.

Se instaló en Santa Mónica, California, en 1963. Fue nombrado doctor honoris causa por la Universidad de Berkeley (1969). Hizo una visita a Japón en 1973, regresando al año siguiente a California.

## Estilo
Hasta 1949 sus cuadros estaban dominados por manchas de color en forma de células, usando el óleo aclarado o la pintura acrílica. Cuando Francis estuvo en París, sus obras eran, en general, totalmente monocromas. Pero sus cuadros de madurez suelen ser grandes óleos con zonas salpicadas de colores brillante. «El espacio es el color», afirmó Sam Francis, reconociendo así la preponderancia del color y sus manchas (taches) en su obra. Zonas de lienzo blanco se dejan a menudo para poder verse a través de ellas, y en obras posteriores, la pintura a veces queda confinada a los bordes del lienzo, como puede verse en sus «azules» (1967-1968), surgiendo en el centro del cuadro la «forma abierta» del blanco. 
Francis regresó a California durante los años sesenta y continuó pintando en Los Ángeles. Se le considera uno de los exponentes de la pintura de acción estadounidense. Durante las últimas tres décadas de su carrera su estilo de grandes lienzos propios del expresionismo abstracto fue relacionándose más con la pintura de los campos de color. Se le conoce sobre todo por pinturas murales de gran tamaño. Ejemplo de ello es un tríptico mural para la Kunsthalle de Basilea (1956).
Ha trabajado otros materiales, como la arcilla o la cerámica. Además, ha utilizado la litografía y la monotipia.
Cuadros de San Francis pueden verse en Nueva York, tanto en el MOMA como en el Guggenheim, así como en la Tate Gallery de Londres, el Centro Pompidou de París y la Kunstahaus de Zúrich.